# Percy Godoy Medina
Percy Godoy Medina (San Jerónimo, Apurímac, 23 de septiembre de 1980) es un ingeniero agroindustrial y político peruano. Es el 
actual  Gobernador Regional de Apurímac para el periodo 2023-2026.

## Biografía
Percy Godoy Medina, nació el 23 de septiembre de 1980, en San Jerónimo, Apurímac. Realizó estudios de ingeniería agroindustrial en la Universidad Nacional José María Arguedas.

## Vida política

### Alcalde de San Jerónimo
En el 2018 fue elegido alcalde del distrito de San Jerónimo para el periodo de 2019 - 2022 por el Movimiento popular Kallpa. Se desempeñó como gerente general de Radio San Jerónimo entre el 2011 y el 2018.

### Gobernador de Apurímac
En el 2022 fue candidato para gobernador regional a las elecciones regionales de Apurímac por el Frente de la Esperanza 2021, resultado electo para el periodo 2023 - 2026.